# Hollsteggraben (Todtgraben)
Der Hollsteggraben ist ein 4,6 km langer Bach in den Gemeinde Otter im Landkreis Harburg in Niedersachsen, der von rechts und Norden in den Todtgraben mündet.

## Verlauf
Der Hollsteggraben entspringt in einem Waldmoor östlich von Knick bei Tostedt. Der Bach unterquert die L 141 und die K 41 und fließt, deutlich begradigt, in südwestlicher Richtung, durch Wald und Wiesen. An einem Fischteich vorbei fließt er in südlicher Richtung auf Otter zu, nimmt den Entwässerungsteich Am Kiebitzpark auf, vorbei am Fahrrad-Rastplatz Otter und fließt in südlicher Richtung durch den Ortskern von Otter, wobei er erneut die K 41 unterquert. Kurz hinter Otter verhindert ein Sandfangbecken das abschwemmen der Sohle. Als begradigter Bach am Wegesrand fließt der Hollsteggraben auf den letzten 300 m durch das Naturschutzgebiet Obere Wümmeniederung, bevor er von rechts und Norden in den Todtgraben mündet.

## Befahrungsregeln
Es gibt keine Vorschriften zum Befahren oder Betreten des Baches unter Berücksichtigung von Privatgelände. Nur auf den letzten 300 m, zum Schutz, dem Erhalt und der Verbesserung der Natur als Lebensraum für wild lebende Tiere und Pflanzen erließ der Landkreis Harburg 2016 die Verordnung über das Naturschutzgebiet Obere Wümmeniederung. Seitdem ist das Befahren und Betreten der letzten 300 m des Hollsteggraben ganzjährig verboten.